# سید محمد بیاتیان
سیدمحمد بیاتیان نمایندهٔ دورهٔ نهم مجلس شورای اسلامی از حوزهٔ انتخابیهٔ بیجار در استان کردستان بود.